# ناوندورف (زاکسونی)
ناوندورف (به آلمانی: Naundorf) یک شهر در آلمان است که در نوردزاکسن واقع شده‌است. ناوندورف ۲٬۶۱۴ نفر جمعیت دارد.